# Jenny Greenteeth
Jenny Greenteeth, aussi connue sous le nom de Wicked Jenny,  Jeannie la Malfaisante en français, est un personnage du folklore anglais décrite comme une vieille sorcière habitant dans les rivières où elle attire et noie les enfants et les personnes âgées. Elle est souvent décrite comme ayant une peau verte et des dents pointues. Elle est appelée Jinny Greenteeth dans le Lancashire, alors que dans le Cheshire et le Shropshire, elle est appelée Wicked Jenny, Ginny Greenteeth ou Jeannie Greenteeth.
Elle aurait probablement été inventée pour inciter les enfants à se tenir loin des eaux tumultueuses, remplissant une fonction semblable à la slave Rusalka, les Kappa japonais ou le Bunyip australien. Certains folkloristes croient qu'elle sert à rappeler les pratiques sacrificielles.
Ce nom est aussi utilisé pour désigner une plante qui forme un film à la surface des eaux tranquilles, cachant ainsi un danger aux yeux des enfants peu méfiants. C'est un terme courant près de Liverpool et dans le sud-ouest du Lancashire.